# Krystian Bondzior
Krystian Bondzior (ur. 24 kwietnia 1999) – polski piłkarz ręczny, prawoskrzydłowy, od 2019 zawodnik Górnika Zabrze.